# Sketchy Beginnings
Sketchy Beginnings es el primer episodio de la serie original de Disney Channel Sonny With a Chance. Fue estrenado el 8 de febrero de 2009 en Estados Unidos.

## Argumento
Sunny Munroe, se muda desde su casa en Wisconsin hasta Hollywood para formar parte del elenco de su programa favorito, So Random!  Emocionada, se presenta a sus compañeros, que la reciben muy agradablemente, pero no sabe que su actriz favorita del programa, Tawni Hart, la no la recibirá tan bien y pasará un mal rato con ella, quien se siente la Abeja Reina de So Random!, y ambas se enteraran de que deben compartir camerino.  Cuando Sunny se entromete y cambia la escena creada por Tawni, llamada «La Abeja Reina», por «La Abeja Torpe», Tawni se enfada mucho más y esta decide no participar en el sketch. Sunny intenta hablar con ella para entablar una amistad, pero se empeoran las cosas. Luego, Sunny trata de hablar con Marshall para que vuelva a cambiar la escena y así Tawni se sienta mejor, pero Marshall piensa que la escena nueva es mejor que la antigua. Tawni se enfada aún más con Sunny, pero ella decide que es suficiente y que no le importa ya más lo que piense Tawni, y se le ocurre una nueva escena llamada «La Abeja Mala» que es aún mejor que la anterior para desquitarse de ella. Pero luego, Sunny siente pena por lo que pasó y dice, al despedir el programa, que está muy feliz de poder trabajar con Tawni, pero desafortunadamente golpea a Tawni en la cara.

### Sketches
- "El chico delfín»: Grady es el protagonista, llamado «El chico delfín», que es medio hombre y medio delfín. Nico es el amigo del chico delfín y Tawni es la cheerleader con la que el chico delfín quiere salir.
- "La abeja mala»: Sonny escribió el sketch, el sketch es un rap y aparecen todos excepto Tawni.
- "La abeja torpe»: Reemplazo el sketch de Tawni, que trata de una abeja torpe que huele flores y pica el trasero de una señora, pero después, fue reemplazado por el de «La abeja mala».
- "La abeja reina»: Escrito por Tawni, estaba basado en una reina abeja y sus abejas trabajadoras.
- "La escena del vómito»: Este sketch nunca fue visto, pero fue mencionado. Nico era el estómago, Grady era el vomito y Zora el baño.
- "La Escena de la madre y el bebé»: Este sketch nunca fue visto pero fue mencionado. Nico era la madre y Grady era el bebé.
- «La Escena del pollo y el huevo»: El sketch nunca fue visto pero fue mencionado. Nico y Grady son vistos personificados como en la escena. Nico es el pollo y Grady es el huevo.

## Reparto
- Demi Lovato como Sonny Munroe.
- Tiffany Thornton como Tawni Hart.
- Doug Brochu como Grady Mitchell.
- Brandon Mychal Smith como Nico Harris.
- Allisyn Ashley Arm como Zora Lancaster.

### Invitados especiales
- Nancy McKeon como Connie Munroe.
- Michael Kostroff como Marshall.

### Ausentes
- Sterling Knight como Chad Dylan Cooper.